# 이클린

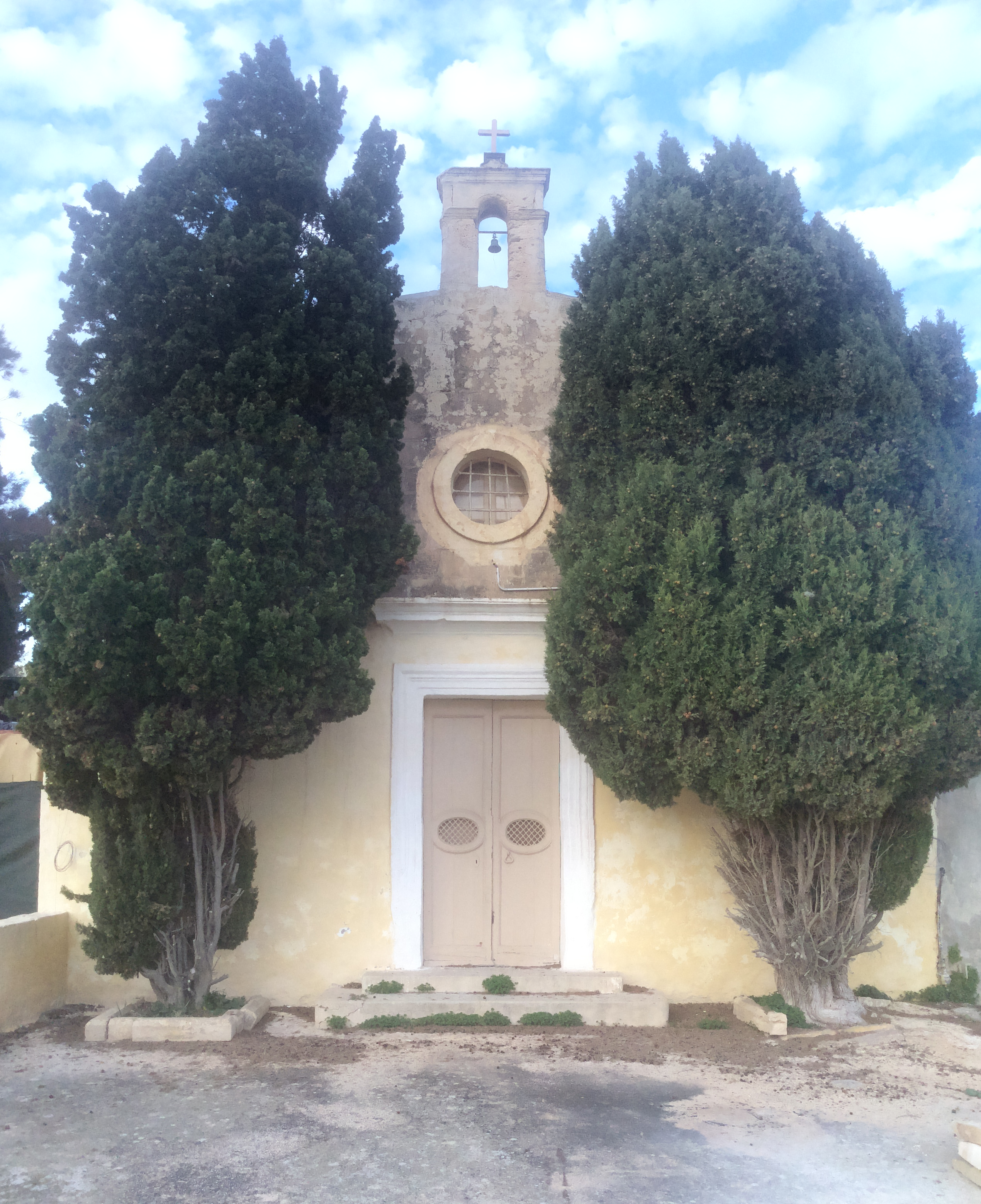
이클린 성 미카엘 예배당

이클린의 위치

이클린(몰타어: Iklin)은 몰타 중부에 위치한 도시로 면적은 1.7km2, 인구는 3,199명(2011년 3월 기준), 인구 밀도는 1,900명/km2이다. 거석기념물을 비롯한 여러 고고학 유적, 중세 시대에 건립된 예배당, 20세기에 건립된 현대 시가지가 조화를 이루고 있는 곳이다.

시기
시 문장